# Cerise des coteaux de Vaucluse (IGP)
La Cerise des coteaux de Vaucluse est un fruit cultivé dans le Vaucluse, entre le mont Ventoux et le massif des monts de Vaucluse. 

## Historique
La cerise est cultivée à Venasque et les communes alentour depuis plus de 2 siècles, les agriculteurs locaux se basant sur la croissance naturelle de cerisiers sauvages poussant naturellement sur la zone. En 1978, une première filière s'organise, autour de la création de la marque Cerise des Monts de Venasque, promue dès 1998 par la " confrérie de la cerise des Monts de Venasque ". En 2017, la filière formalise la demande de création de l'IGP. Le cahier des charges est homologué par arrêté du 22 novembre 2018, publié au Journal officiel de la République française du 6 décembre 2018, en vue de la transmission à la Commission européenne d'une demande d'enregistrement en tant qu'indication géographique protégée.

## Cerise des coteaux de Vaucluse IGP
Depuis le 11 juin 2021, la Cerise des coteaux de Vaucluse bénéficie d’un signe officiel d’identification de la qualité et de l’origine européen : l’IGP (Indication Géographique Protégée). Celui-ci repose sur un cahier des charges rigoureux qui établit un niveau d’exigence précis concernant la qualité visuelle et gustative de la Cerise des coteaux de Vaucluse. Le contrôle est fait par un organisme certificateur officiel indépendant.
Le cahier des charges prévoit plusieurs points :
- Les vergers se situent dans une aire géographique est accrochée au mont Ventoux et aux coteaux des monts de Vaucluse et du Luberon, avec une variation d’altitude de 50 à 600 mètres ;
- Un climat méditerranéen : ensoleillement (2 760 heures par an) et Mistral.

En 2021, la filière compte : 44 producteurs, 6 structures de tri et commercialisation, une surface de culture de 157 hectares.

## Aire géographique de production
Ansouis, Apt, Auribeau, Le Barroux, La Bastidonne, Le Beaucet, Beaumettes, Beaumont-du-Ventoux, Bédoin, Blauvac, Bonnieux, Buoux, Cabrières-d'Avignon, Cadenet, Caromb, Carpentras, Caseneuve, Castellet-en-Luberon, Crestet, Crillon-le-Brave, Cucuron, Entrechaux, Flassan, Fontaine-de-Vaucluse, Gargas, Gignac, Gordes, Goult, Grambois, Joucas, Lacoste, Lafare, Lagnes, Lauris, Lioux, Lourmarin, Malaucène, Malemort-du-Comtat, Maubec, Mazan, Ménerbes, Mérindol, Méthamis, Modène, Mormoiron, La Motte-d'Aigues, Murs, Oppède, Pernes-les-Fontaines, Pertuis, Peypin-d'Aigues, Puget, Puyvert, Robion, La Roque-Alric, La Roque-sur-Pernes, Roussillon, Rustrel, Saignon, Saint-Didier, Saint-Hippolyte-le-Graveyron, Saint-Marcellin-lès-Vaison, Saint-Martin-de-Castillon, Saint-Martin-de-la-Brasque, Saint-Pantaléon, Saint-Pierre-de-Vassols, Saint-Romain-en-Viennois, Saint-Saturnin-lès-Apt, Sannes, Saumane-de-Vaucluse, Sivergues, Suzette, Taillade, La Tour-d'Aigues, Vaison-la-Romaine, Vaugines, Venasque, Viens, Villars, Villedieu, Villelaure, Villes-sur-Auzon.

## Caractéristique du produit
Dans le cadre du cahier des charges, un suivi de traçabilité est mis en place, à chaque étape de la production, de la culture à la commercialisation. Cette identification est déclarative. La cerise, fruit de bouche, cultivée pour une vente en tant que fruit de table, et non à but de retraitement comme les fruits confits, ou pour extractions des jus, doit avoir une taille minimale de 24 millimètres, d'une maturité optimale, de couleur uniforme homogène, allant du rose au noir.